# دارسی لین
دارسی لین فارمر (انگلیسی: Darci Lynne Farmer، زادهٔ ۱۲ اکتبر ۲۰۰۴) عروسک گردان، شکم‌گو و خواننده آمریکایی و برنده فصل ۱۲ مسابقات امریکاز گات تلنت است. او همچنین جایگاه دوم در مسابقه امریکاز گات تلنت: قهرمانان هم را به دست آورد.
دارسی لین هم سومین کودک و هم سومین زن، پس از بیانکا رایان در فصل یکم و گریس فاندروال در فصل یازدهم است که برنده امریکاز گات تلنت شده‌است. افزون‌بر آن او سومین شکم‌گو هم هست که برنده ای مسابقه می‌شود؛ پیش از او تری فتور در فصل دوم و پل زردین در فصل دهم برنده این مسابقه شدند.

## شخصیت‌ها و عروسک‌ها
دارسی لین چندین شخصیت عروسکی دارد که در برنامه‌هایش آن‌ها را بکار می‌گیرد:
1. پتونیا - یک خرگوش هفت ساله سفید که فکر می‌کند یک ستاره است.[۲]
2. اسکار – یک موش با لکنت زبان و مضطرب موتاون است که به مل بی علاقه دارد.
3. ادنا درناکر– یک پیرزن بازیگوش است که به سایمون کاول علاقه دارد.
4. کیتی – یک دختر گاوچران سرزنده است که یدل می‌خواند.
5. اکی – یک اردک زرد است که گاهی از الویس پرسلی تقلید می‌کند.
6. اسکارلت – یک روباه باکلاس و سر زنده است.
7. ایس – یک میمون بزرگ قهوه‌ای رنگ.[۳]
8. نایجل – یک پرنده بسیار باهوش برتانیایی است.[۳]